# NBA 1971/72
Die NBA-Saison 1971/72 war die 26. Saison der National Basketball Association (NBA). Sie begann am Dienstag, den 12. Oktober 1971, und endete regulär nach 697 Spielen am Sonntag, den 26. März 1972. Die Postseason begann am Dienstag, den 28. März, und endete am Sonntag, den 7. Mai, mit 4—1 Finalsiegen der Los Angeles Lakers über die New York Knicks.

## Saisonnotizen
- Zwei Franchises siedelten um. Die San Francisco Warriors nur über die Brücke nach Oakland, aber der Umzug brachte eine Namensänderung in Golden State Warriors mit sich. Die San Diego Rockets zogen nach Houston, Texas.[1]
- Erster Draft-Pick in der NBA-Draft 1971 wurde Fighting Irish Austin Carr von der Notre Dame University für die Cleveland Cavaliers. Rookie of the Year Sidney Wicks von den UCLA Bruins wurde an zweiter Stelle von den Portland Trailblazers ausgewählt.[2]
- Das 22. All-Star-Game fand am Dienstag, den 18. Januar 1972, vor 17.214 Zuschauern in The Forum von Inglewood, Kalifornien statt. Bill Sharmans Western All-Stars besiegten Tom Heinsohns Eastern All-Stars mit 112—110. All-Star Game MVP wurde Jerry West von den Los Angeles Lakers.[3]
- Die Lakers gewannen ihre erste Meisterschaft an der Westküste und konnten endlich ihre Dämonen besiegen. Nicht so Elgin Baylor: Er trat verletzungs- und altersbedingt nach neun Saisonspielen zurück und wurde lediglich „Quasi-Weltmeister“. Die Lakers legten zahlreiche Rekordwerte auf, die jedoch keinen Bestand haben sollten, wie bspw. höchste Saisonsiegquote, höchste Auswärtssiegquote und höchster Sieg (mit 63 Punkten Vorsprung gegen die Golden State Warriors am 19. März). Die längste Siegesserie von 33 Spielen und die längste Auswärtssiegesserie von 16 bleiben aber Ligenspitze (Stand: 2020).

## Abschlusstabellen
Pl. = Rang,  = Für die Playoffs qualifiziert, Sp = Anzahl der Spiele, S—N = Siege—Niederlagen, % = Siegquote (Siege geteilt durch Anzahl der bestrittenen Spiele), GB = Rückstand auf den Führenden der Division in der Summe von Sieg- und Niederlagendifferenz geteilt durch zwei, Heim = Heimbilanz, Ausw. = Auswärtsbilanz, Neutr. = Bilanz auf neutralem Boden, Div. = Bilanz gegen die Divisionsgegner

### Eastern Conference

#### Atlantic Division
| Pl. | Mannschaft         | Sp | S—N   | %    | GB | Heim  | Ausw. | Neutr. | Div.  |
| --- | ------------------ | -- | ----- | ---- | -- | ----- | ----- | ------ | ----- |
| 1.  | 0Boston Celtics0   | 82 | 56—26 | .683 | —  | 32—90 | 21—16 | 03—10  | 15—30 |
| 2.  | New York Knicks    | 82 | 48—34 | .585 | 8  | 27—14 | 20—19 | 01—10  | 11—70 |
| 3.  | Philadelphia 76ers | 82 | 30—52 | .366 | 26 | 14—23 | 14—26 | 02—30  | 06—12 |
| 4.  | Buffalo Braves     | 82 | 22—60 | .268 | 34 | 13—27 | 08—31 | 01—20  | 04—14 |

#### Central Division
| Pl. | Mannschaft          | Sp | S—N   | %    | GB | Heim  | Ausw. | Neutr. | Div.  |
| --- | ------------------- | -- | ----- | ---- | -- | ----- | ----- | ------ | ----- |
| 1.  | Baltimore Bullets   | 82 | 38—44 | .463 | —  | 18—15 | 16—24 | 04—50  | 09—90 |
| 2.  | Atlanta Hawks       | 82 | 36—46 | .439 | 2  | 22—19 | 13—26 | 01—10  | 09—90 |
| 3.  | Cincinnati Royals   | 82 | 30—52 | .366 | 8  | 20—18 | 08—32 | 02—20  | 11—90 |
| 4.  | Cleveland Cavaliers | 82 | 23—59 | .280 | 15 | 13—28 | 08—30 | 02—10  | 09—11 |

### Western Conference

#### Midwest Division
| Pl. | Mannschaft        | Sp | S—N   | %    | GB | Heim  | Ausw. | Neutr. | Div.  |
| --- | ----------------- | -- | ----- | ---- | -- | ----- | ----- | ------ | ----- |
| 1.  | Milwaukee Bucks   | 82 | 63—19 | .768 | —  | 31—50 | 27—12 | 05—20  | 13—50 |
| 2.  | Chicago Bulls     | 82 | 57—25 | .695 | 6  | 29—12 | 26—12 | 02—10  | 12—60 |
| 3.  | Phoenix Suns      | 82 | 49—33 | .598 | 14 | 30—11 | 19—20 | 00—20  | 07—11 |
| 4.  | 0Detroit Pistons0 | 82 | 26—56 | .317 | 37 | 16—25 | 09—30 | 01—10  | 04—14 |

#### Pacific Division
| Pl. | Mannschaft            | Sp | S—N   | %    | GB | Heim  | Ausw. | Neutr. | Div.  |
| --- | --------------------- | -- | ----- | ---- | -- | ----- | ----- | ------ | ----- |
| 1.  | Los Angeles Lakers    | 82 | 69—13 | .841 | —  | 36—50 | 17—22 | 01—10  | 21—30 |
| 2.  | Golden State Warriors | 82 | 51—31 | .622 | 18 | 27—80 | 21—20 | 03—30  | 14—10 |
| 3.  | Seattle Supersonics   | 82 | 47—35 | .573 | 22 | 28—12 | 18—22 | 01—10  | 12—12 |
| 4.  | Houston Rockets       | 82 | 34—48 | .415 | 35 | 15—20 | 14—23 | 05—50  | 09—15 |
| 5.  | Portland Trailblazers | 82 | 18—64 | .220 | 51 | 14—26 | 04—35 | 00—30  | 04—20 |

## Ehrungen
- Most Valuable Player 1971/72: Kareem Abdul-Jabbar, Milwaukee Bucks
- Rookie of the Year 1971/72: Sidney Wicks, Portland Trailblazers
- Coach of the Year 1971/72: Bill Sharman, Los Angeles Lakers
- All-Star Game MVP 1972: Jerry West, Los Angeles Lakers
- NBA-Finals MVP 1972: Wilt Chamberlain, Los Angeles Lakers

| - All-NBA First Team: - John Havlicek, Boston Celtics - Spencer Haywood, Seattle Supersonics - Kareem Abdul-Jabbar, Milwaukee Bucks - Jerry West, Los Angeles Lakers - Walt Frazier, New York Knickerbockers                                                         | - All-NBA Second Team: - Bob Love, Chicago Bulls - Billy Cunningham, Philadelphia 76ers - Wilt Chamberlain, Los Angeles Lakers - Nate Archibald, Cincinnati Royals - Archie Clark, Baltimore Bullets |
| - All-Rookie Team: - Elmore Smith, Buffalo Braves - Sidney Wicks, Portland Trailblazers - Austin Carr, Cleveland Cavaliers - Phil Chenier, Baltimore Bullets - Clifford Ray, Chicago Bulls                                                                           | |
| - All-Defensive First Team: - Dave DeBusschere, New York Knickerbockers - John Havlicek, Boston Celtics - Wilt Chamberlain, Los Angeles Lakers - Jerry West, Los Angeles Lakers - Walt Frazier, New York Knickerbockers * (tie) - Jerry Sloan, Chicago Bulls * (tie) | - All-Defensive Second Team: - Don Chaney, Boston Celtics - Nate Thurmond, Golden State Warriors - Bob Love, Chicago Bulls - Paul Silas, Phoenix Suns - Norm Van Lier, Chicago Bulls                 |

## Führende Spieler in Einzelwertungen
| Kategorie        | Spieler             | Mannschaft         | Wert     |
| ---------------- | ------------------- | ------------------ | -------- |
| Punkte/Spiel ∆   | Kareem Abdul-Jabbar | Milwaukee Bucks    | 34,8 PpS |
| Wurfquote †      | Wilt Chamberlain    | Los Angeles Lakers | 64,9 %   |
| Freiwurfquote ‡  | Jack Marin          | Baltimore Bullets  | 89,4 %   |
| Assists/Spiel ∆  | Jerry West          | Los Angeles Lakers | 9,7 ApS  |
| Rebounds/Spiel ∆ | Wilt Chamberlain    | Los Angeles Lakers | 19,2 RpS |

- Mit 314 beging Dave Cowens von den Boston Celtics die meisten Fouls. Curtis Perry von den Houston Rockets und den Milwaukee Bucks war mit 14 mal am häufigsten fouled out.
- Seit der Saison 1969/70 werden den Statistiken in den Kategorien „Punkte“, „Assists“ und „Rebounds“ nicht länger die insgesamt erzielten Leistungen zu Grunde gelegt, sondern die Quote pro Spiel.[4]
- John Havlicek von den Boston Celtics stand in 82 Einsätzen 45,1 Minuten pro Spiel auf dem Parkett. Er hatte mit insgesamt 3698 Minuten auch die insgesamt längste Einsatzzeit.
- Den besten Punkteschnitt der Saison hatte Kareem Abdul-Jabbar mit 34,8 Punkten pro Spiel. Bei 2822 Punkten in 81 Einsätzen hatte er auch den besten Gesamtwert. Seine Wurfquote war die zweitbeste mit 57,4 %.
- Wilt Chamberlain machte insgesamt 1213 Punkte, Platz 43.
- Jack Marin verwandelte mit der besten Freiwurfquote die insgesamt zweiundzwanzigstmeisten Freiwürfe. Mit 677 bei einer Quote von 82,2 % warf Tiny Archibald von den Cincinnati Royals die meisten Freiwürfe.
- Lenny Wilkens von den Seattle Supersonics gewährte bei der zweitbesten Quote von 9,6 Assists pro Spiel mit 766 Assists die insgesamt meisten der Liga in 80 Spielen. Jerry West hatte mit 747 in 77 Spielen die zweitmeisten.
- Wilt Chamberlain hatte mit 1572 auch die meisten Rebounds der Saison.

## Playoffs-Baum
| Conference-Halbfinals | Conference-Halbfinals | Conference-Halbfinals |    |                    | Conference-Finals | Conference-Finals | Conference-Finals |  |  | NBA-Finals | NBA-Finals | NBA-Finals |
|                       |                       |                       |    |                    |                   |                   |                   |  |  |            |            |            |
| W1                    | Los Angeles Lakers    | 4                     |    |                    |                   |                   |                   |  |  |            |            |            |
| W3                    | Chicago Bulls         | 0                     |    |                    |                   |                   |                   |  |  |            |            |            |
| W3                    | Chicago Bulls         | 0                     | W1 | Los Angeles Lakers | 4                 |                   |                   |  |  |            |            |            |
| Western Conference    |                       |                       | W1 | Los Angeles Lakers | 4                 |                   |                   |  |  |            |            |            |
|                       | W2                    | Milwaukee Bucks       | 2  |                    |                   |                   |                   |  |  |            |            |            |
| W2                    | W2                    | Milwaukee Bucks       | 2  | Milwaukee Bucks    | 4                 |                   |                   |  |  |            |            |            |
| W2                    |                       |                       |    | Milwaukee Bucks    | 4                 |                   |                   |  |  |            |            |            |
| W4                    | Golden State Warriors | 1                     |    |                    |                   |                   |                   |  |  |            |            |            |
| W4                    | Golden State Warriors | 1                     | W1 | Los Angeles Lakers | 4                 |                   |                   |  |  |            |            |            |
|                       |                       |                       |    | Los Angeles Lakers | 4                 |                   |                   |  |  |            |            |            |
|                       | E3                    | New York Knicks       | 1  |                    |                   |                   |                   |  |  |            |            |            |
| E3                    | E3                    | New York Knicks       | 1  | New York Knicks    | 4                 |                   |                   |  |  |            |            |            |
| E3                    |                       |                       |    | New York Knicks    | 4                 |                   |                   |  |  |            |            |            |
| E2                    | Baltimore Bullets     | 2                     |    |                    |                   |                   |                   |  |  |            |            |            |
| E2                    | Baltimore Bullets     | 2                     | E3 | New York Knicks    | 4                 |                   |                   |  |  |            |            |            |
| Eastern Conference    |                       |                       | E3 | New York Knicks    | 4                 |                   |                   |  |  |            |            |            |
|                       | E1                    | Boston Celtics        | 1  |                    |                   |                   |                   |  |  |            |            |            |
| E4                    | E1                    | Boston Celtics        | 1  | Atlanta Hawks      | 2                 |                   |                   |  |  |            |            |            |
| E4                    |                       |                       |    | Atlanta Hawks      | 2                 |                   |                   |  |  |            |            |            |
| E1                    | Boston Celtics        | 4                     |    |                    |                   |                   |                   |  |  |            |            |            |

## Playoffs-Ergebnisse
Die Playoffs begannen am 28. März und wurden in der ersten Runde, den Conference-Finals und den NBA-Finals nach dem Modus Modus „Best of Seven“ ausgetragen. Die beiden besten Teams einer Division kamen in die Playoffs und wurden dem anderen Seed der jeweils anderen Division zugeordnet. Die Divisionssieger hatten Heimrecht, also ein Heimspiel mehr.
Jerry West von den Los Angeles Lakers gewährte 134 Assists in der Postseason, Teamkamerad Wilt Chamberlain errang 315 Rebounds. Walt Frazier von den New York Knicks erzielte 388 Punkte.
Die Chicago Bulls bauten weiterhin ihre Serie von Playoff-Auswärtsniederlagen in Folge aus und den Boston Celtics gelangen mit 293 die meisten Körbe der NBA-Geschichte in einer Sechs-Spiele-Serie gegen die Atlanta Hawks (Stand: 2020).

### Eastern Conference-Halbfinals
Boston Celtics 4, Atlanta Hawks 2

Mittwoch, 29. März: Boston 126 – 108 Atlanta

Freitag, 31. März: Atlanta 113 – 104 Boston

Sonntag, 2. April: Boston 136 – 113 Atlanta

Dienstag, 4. April: Atlanta 112 – 110 Boston

Freitag, 7. April: Boston 124 – 114 Atlanta

Sonntag, 9. April: Atlanta 118 – 127 Boston
New York Knickerbockers 4, Baltimore Bullets 2

Freitag, 31. März: Baltimore 108 – 105 New York (n. V.)

Sonntag, 2. April: New York 110 – 88 Baltimore

Dienstag, 4. April: Baltimore 104 – 103 New York

Donnerstag, 6. April: New York 104 – 98 Baltimore

Sonntag, 9. April: Baltimore 82 – 106 New York

Dienstag, 11. April: New York 107 – 101 Baltimore

### Western Conference-Halbfinals
Milwaukee Bucks 4, Golden State Warriors 1

Dienstag, 28. März: Milwaukee 106 – 117 Golden State

Donnerstag, 30. März: Milwaukee 118 – 93 Golden State

Sonnabend, 1. April: Golden State 94 – 122 Milwaukee

Dienstag, 4. April: Golden State 99 – 106 Milwaukee

Donnerstag, 6. April: Milwaukee 108 – 100 Golden State
Los Angeles Lakers 4, Chicago Bulls 0

Dienstag, 28. März: Los Angeles 95 – 80 Chicago

Donnerstag, 30. März: Los Angeles 131 – 124 Chicago

Sonntag, 2. April: Chicago 101 – 108 Los Angeles

Dienstag, 4. April: Chicago 97 – 108 Los Angeles

### Eastern Conference-Finals
New York Knickerbockers 4, Boston Celtics 1

Donnerstag, 13. April: Boston 94 – 116 New York

Sonntag, 16. April: New York 106 – 105 Boston

Mittwoch, 19. April: Boston 115 – 109 New York

Freitag, 21. April: New York 116 – 98 Boston

Sonntag, 23. April: Boston 103 – 111 New York

### Western Conference-Finals
Los Angeles Lakers 4, Milwaukee Bucks 2

Sonntag, 9. April: Los Angeles 72 – 93 Milwaukee

Mittwoch, 12. April: Los Angeles 135 – 134 Milwaukee

Freitag, 14. April: Milwaukee 105 – 108 Los Angeles

Sonntag, 16. April: Milwaukee 114 – 88 Los Angeles

Dienstag, 18. April: Los Angeles 115 – 90 Milwaukee

Sonnabend, 22. April: Milwaukee 100 – 104 Los Angeles

## NBA-Finals

### Los Angeles Lakers vs. New York Knicks
Bill Bradley von den New York Knicks verwandelte am 26. April elf von zwölf Würfen und kam damit auf eine Quote von 91,7 %, nur zweimal wurde bisher eine 100 %-Quote erreicht (Stand: 2020). Die vorerst meisten Ballverluste einer Fünf-Spiele-Finalserie leistete sich New York mit 88.
Die Finalergebnisse:

Mittwoch, 26. April: Los Angeles 92 – 114 New York

Sonntag, 30. April: Los Angeles 106 – 92 New York

Mittwoch, 3. Mai: New York 96 – 107 Los Angeles

Freitag, 5. Mai: New York 111 – 116 Los Angeles (n. V.)

Sonntag, 7. Mai: Los Angeles 114 – 100 New York
Die Los Angeles Lakers werden mit 4—1 Siegen zum sechsten Mal und zum ersten Mal unter ihrem neuen Namen NBA-Meister.

## Die Meistermannschaft der Los Angeles Lakers
| Elgin Baylor, Wilt Chamberlain, Jim Cleamons, LeRoy Ellis, Keith Erickson, Gail Goodrich, Happy Hairston, Jim McMillian, Pat Riley, Flynn Robinson, John Trapp, Jerry West Head Coach Bill Sharman |